# Simancas (Madrid)
Simancas es un barrio de la ciudad de Madrid, ubicado en el distrito de San Blas-Canillejas. Tiene una superficie de 227,80 hectáreas y una población de 28.836 habitantes (Mayo de 2022).
Limita al norte con el barrio del Salvador, al sur con los barrios de Hellín y Amposta, al este con el barrio de Canillejas y al oeste con el barrio de Pueblo Nuevo.
Está delimitado al sur por la avenida de Arcentales, al norte por la calle de Alcalá, al oeste por la calle Hermanos García Noblejas y al este por la avenida de Canillejas a Vicálvaro.
En el barrio hay una estación de la Línea 7 de metro de Madrid: Estación de Simancas.